# 官升镇
官升镇，是中华人民共和国四川省遂宁市射洪市下辖的一个乡镇级行政单位。

## 行政区划
官升镇下辖以下地区：
官升店社区、官升村、东涪村、朱家庵村、塔子村、九龙村、王家沟村、烂泥沟村、凉水井村、花桥村、二明村、水潮沟村、牛家祠村、白候庙村、金银村、青果村、铺垭村和梨园村。